# Waleed Abdullah
Waleed Abdullah (Arabia Saudita, 19 de abril de 1986) es un futbolista saudí que se desempeña como guardameta y actualmente juega en el Al-Diriyah Club. También es internacional con la selección de Arabia Saudita.

## Clubes
| Club            | País           | Año         |
| --------------- | -------------- | ----------- |
| Al-Shabab       | Arabia Saudita | 2006 - 2017 |
| Al-Nassr        | Arabia Saudita | 2017 - 2024 |
| Al-Diriyah Club | Arabia Saudita | 2024 -      |

## Palmarés

### Títulos nacionales
| Título                      | Equipo          | País           | Año     |
| --------------------------- | --------------- | -------------- | ------- |
| Copa del Rey de Campeones   | Al-Shabab Club  | Arabia Saudita | 2008    |
| Copa Federación             | Al-Shabab Club  | Arabia Saudita | 2008-09 |
| Copa del Rey de Campeones   | Al-Shabab Club  | Arabia Saudita | 2009    |
| Copa Federación             | Al-Shabab Club  | Arabia Saudita | 2009-10 |
| Liga Profesional Saudí      | Al-Shabab Club  | Arabia Saudita | 2011-12 |
| Copa del Rey de Campeones   | Al-Shabab Club  | Arabia Saudita | 2014    |
| Supercopa de Arabia Saudita | Al-Shabab Club  | Arabia Saudita | 2014    |
| Liga Profesional Saudí      | Al-Nassr F. C.  | Arabia Saudita | 2018-19 |
| Supercopa de Arabia Saudita | Al-Nassr F. C.  | Arabia Saudita | 2019    |
| Supercopa de Arabia Saudita | Al-Nassr F. C.  | Arabia Saudita | 2020    |
| Liga de Yelo                | Al-Diriyah Club | Arabia Saudita | 2024-25 |

### Títulos internacionales
| Título                      | Equipo         | Sede | Año  |
| --------------------------- | -------------- | ---- | ---- |
| Campeonato de Clubes Árabes | Al-Nassr F. C. | Taif | 2023 |